# Greil Marcus
Greil Marcus (San Francisco, California, 19 de junio de 1945) es un periodista y crítico musical estadounidense. Es conocido por producir ensayos literarios de música rock en un marco mucho más amplio y menos habitual en el género musical que abarca la política y la cultura.

## Biografía
Marcus nació en San Francisco, California y obtuvo un título de grado en Estudios Americanos de la Universidad de California, donde también hizo estudios de posgrado en ciencia política. Ha sido crítico de rock y columnista de Rolling Stone, donde fue el primer editor de comentarios con un salario de treinta dólares semanales, y trabajó para otras publicaciones como Creem, Village Voice y Artforum. Desde 1983 hasta 1989, Marcus estuvo en la junta de directores de National Book Critics Circle.
Su libro de 1975, Mystery Train, fue notable por emplazar el rock and roll dentro del contexto de los arquetipos culturales estadounidenses, desde Moby Dick y The Great Gatsby hasta Stagger Lee Shelton. El 30 de agosto de 2011, la revista Time publicó una lista de los 100 mejores libros de no ficción desde 1923, en la que incluyó Mystery Train. 
Su siguiente libro, Lipstick Traces: A Secret History of the 20th Century (1989), expandió su marca a través de un siglo de la civilización occidental. Postulando el punk rock como un fenómeno cultural transhistórico, Marcus examinó en el libro las conexiones filosóficas entre entidades tan diversas como los herejes medievales, el dadaísmo, la Internacional Situacionista y los Sex Pistols.
En 1991, Marcus publicó Dead Elvis, una colección de escritos sobre Elvis Presley, y en 1993 publicó Ranters and Crowd Pleasers, un examen del pop posterior al punk rock. En 1997, usando los bootlegs de Bob Dylan como punto de inicio, Marcus diseccionó el subconsciente americano en Invisible Republic: Bob Dylan's Basement Tapes.
Actualmente, escribe las columnas Elephant Dancind para Interview y Real Life Rock Top Ten para The Believer, y a menudo imparte cursos de posgrado sobre Estudios Americanos en la Universidad de California.
Su siguiente libro, When That Rough God Goes Riding: Listening to Van Morrison, fue publicado en marzo de 2010. El libro se enfoca en «la búsqueda de Marcus para entender el particular genio de Van Morrison a través de los momentos extraordinarios e inclasificables de su larga carrera».
Sus libros más recientes son Bob Dylan by Greil Marcus: Writings 1968–2010 y The Doors: A Lifetime of Listening to Five Mean Years. Entre sus contribuciones recientes se encuentra el texto para el catálogo de la exposición Pop Politics: Activismos a 33 Revoluciones (Centro de Arte 2 de Mayo, Madrid, 2012-2013), comisariada por Iván López Munuera.